# 欧斯拉尔
欧斯拉尔，是匈牙利包尔绍德-奥包乌伊-曾普伦州所辖的一个村。总面积5.71平方公里，总人口402，人口密度70.4人/平方公里（2011年1月1日）。